# Molnica
Molnica – rzeka,  lewobrzeżny dopływ Kraski o długości 14,64 km. Swój bieg rozpoczyna w okolicy Rosochowa, a uchodzi do Kraski w okolicy wsi Żyrów.
W średniowieczu była rzeką spławną z młynami. Obecnie należy do cieków IV rzędu. Molnica jest strugą w większości uregulowaną.
Przepływa przez miejscowości: Wilczogóra, Załącze, Worów, Grójec, Słomczyn, Żyrów.